# ماكس يامر
ماكس يامر Max Jammer (13 أبريل 1915 - 18 ديسمبر 2010) فيزيائي وفيلسوف إسرائيلي ألماني المولد.
كان رئيسًا وقائمًا بأعمال الرئيس في جامعة بار إيلان من عام 1967 إلى عام 1977. 
حصل على جائزة إسرائيل في العلوم في عام 1984. 

## حياته
درس يامر الفيزياء والفلسفة وتاريخ العلوم، أولاً في جامعة فيينا، ثم منذ عام 1935 في الجامعة العبرية في القدس، حيث حصل على درجة الدكتوراه في الفيزياء التجريبية عام 1942. وخدم في الجيش البريطاني لبقية الحرب.
ثم عاد إلى الجامعة العبرية، حيث ألقى محاضرات في تاريخ وفلسفة العلوم، قبل أن ينتقل في عام 1952 إلى جامعة هارفارد. وأصبح بعد ذلك محاضرًا هناك وزميلًا مقربًا لألبرت أينشتاين في جامعة برينستون. وقام بالتدريس في جامعة هارفارد وجامعة أوكلاهوما وجامعة بوسطن، قبل أن ينشئ القسم عام 1956 ويصبح أستاذ الفيزياء في جامعة بار إيلان في إسرائيل.
كان رئيس الجامعة والقائم بأعمال الرئيس (خلفًا لجوزيف لوكشتاين وخلفه إيمانويل راكمان) في جامعة بار إيلان من عام 1967 إلى عام 1977.  كما شارك في تأسيس معهد فلسفة العلوم في جامعة تل أبيب، وكان رئيسًا لجمعية النهوض بالعلم في إسرائيل. وكان أستاذاً زائراً في المعهد الفيدرالي السويسري للتكنولوجيا في زيورخ وجامعة غوتنغن ومعهد هنري بوانكاريه وجامعة كولومبيا والجامعة الكاثوليكية الأمريكية في واشنطن العاصمة، وجامعات أخرى في الولايات المتحدة وكندا.
وهو والد الحاخام ميخائيل يامر  وهو روش هايشيفا في يشيفات شألفيم.

## الجوائز
تشمل الجوائز التي حصل عليها ما يلي:
- جائزة إسرائيل لعام 1984، الممنوحة لتاريخ العلوم؛ [5]
- جائزة إيميت EMET لعام 2003 التي منحها رئيس وزراء إسرائيل؛
- جائزة أبراهام بايس لتاريخ الفيزياء لعام 2007، التي تمنحها الجمعية الفيزيائية الأمريكية [7]
- جائزة الدراسات للأكاديمية الأمريكية للفنون والعلوم
- جائزة "الكتاب المتميز في اللاهوت والعلوم الطبيعية" من مؤسسة تمبلتون.